# Aérodrome de Parakou
L'aérodrome de Parakou (code IATA : PKO • code OACI : DBBP) est un aérodrome situé à 1 km au nord-ouest de Parakou, Borgou, au Bénin. Il devrait être remplacé par celui de Tourou.

## Situation
'
| \| 20 km1:1 857 000 \| Bembèrèkè Cana Cotonou-Cadjehoun Djougou Kandi Natitingou Parakou Porga Savè |
| 20 km1:1 857 000                                                                                    |

Carte statique des aéroports du Bénin.Carte dynamique des aéroports du Bénin.

## Compagnies aériennes et destinations
| Compagnies     | Destinations |
| -------------- | ------------ |
| Benin Airlines | Cotonou      |

Actualisé le 2/09/2023